# Silvia Lemus
Silvia Lemus Covarrubias (Galicia, España, 24 de enero de 1945), conocida como Silvia Lemus, es una periodista y presentadora de televisión de origen español avecindada en México que ha trabajado en programas como Tratos y retratos.

## Biografía
Silvia Lemus de Fuentes 
Periodista mexicana, conduce el programa de televisión Tratos y Retratos desde el año 1993, el cual obtuvo en el año 2012 el reconocimiento de la UNESCO como patrimonio documental mundial. En dicho programa ha entrevistado a personajes como Carlos Fuentes, Gabriel García Márquez Susan Sontag, José Saramago, Toni Morrison, Paul Auster, Jeanne Moreau, Mike Wallace, Margaret Thatcher, entre otras.
En 1972 contrajo nupcias con el escritor Carlos Fuentes, cuya obra se ha dedicado a impulsar desde el año 2012 a través de diversas cátedras y coloquios internacionales. Fue la principal impulsora de la creación del Premio Internacional Carlos Fuentes a la Creación Literaria en Idioma Español. 
En 2013 publicó en el Fondo de Cultura Económica el libro Tratos y retratos donde conjuntó un total de veinticuatro entrevistas y actualmente prepara el segundo volumen. 
En el año 2022 recibió el Premio Inik por su trayectoria esto por parte de los Premios Especiales del Festival Pantalla de Cristal para la Red de Medios Públicos. 
Silvia Lemus a través de su trayectoria como periodista ha dejado constancia histórica de los personajes que desde el ámbito de la cultura, la ciencia, el arte y otras disciplinas han marcado la historia del siglo XX y lo que va del xxi.

## Tratos y retratos
Silvia Lemus destacó con el programa de entrevistas para la televisión mexicana Tratos y retratos, en donde entrevistó a sus amigos y a personajes famosos de la escena, las artes o el pensamiento. Entre otras personalidades, puede citarse a: Anthony Quinn, Miguel Bosé, Carlos Montemayor, Henry Kissinger, José Saramago, Carlos Monsiváis, Salman Rushdie, Eric Hobsbawm, Fernando Botero, Susan Sontag, Toni Morrison, Steven Spielberg, Antonio Banderas, Isabel Allende, Mia Farrow y Gabriel García Márquez, este último amigo de su esposo. En un total de 52 emisiones, repartidos por personajes de infinidad de pueblos, regiones geográficas, escenarios, períodos, épocas y culturas, la serie quedó registrada en el programa Memoria del Mundo de la Unesco.
Silvia Lemus ha aparecido en tabloides y en la llamada prensa del corazón, en compañía de figuras célebres, como el rey Juan Carlos I de España o Hillary Clinton. Fue vista en la boda de Felipe VI de España.

## Obra
- Tratos y retratos (2013)